# ساعت (مجموعه تلویزیونی)
ساعت (انگلیسی: The Hour) یک مجموعهٔ تلویزیونی درام بریتانیایی است که در دو فصل، مابین سال‌های ۲۰۱۱ تا ۲۰۱۲ از شبکهٔ بی‌بی‌سی پخش شد.

## بازیگران
- رامالا گری
- بن ویشاو
- دومینیک وست
- آنتون لسر
- جولیان رایند-تات
- جاشوآ مک‌گوایر
- آنا چنسلر
- اونا چاپلین
- بورن گورمن
- جولیت استیونسون
- تیم پیگات-اسمیت
- ونسا کربی
- اندرو اسکات
- تام برک
- پیتر کاپالدی
- لیزی بروشره
- بن لوید-هیوز